# Nachal Bezek
Nachal Bezek (hebrejsky: נחל בזק, arabsky: Vádí Šubaš) je vádí o délce cca 10 kilometrů na Západním břehu Jordánu a v Izraeli.
Začíná na úbočí hory Har Bezek, která je součástí masivu Gilboa. Odtud směřuje nejprve k severu, pak se stáčí k východu a klesá směrem do údolí řeky Jordán, v němž probíhá zčásti po hranici mezi Západním břehem Jordánu a vlastním Izraelem a pak ústí do řeky Jordán poblíž vesnic Tirat Cvi a Sde Elijahu.
V prostoru vádí se nacházejí dvě chráněná přírodní území. Jedním je Přírodní rezervace Nachal Bezek vyhlášená 31. července 1983 na ploše 1840 dunamů (1,84 kilometrů čtverečních). Druhé je Přírodní rezervace Nachal Bezek Ajalej, která má výměru 55 530 dunamů (55,53 kilometrů čtverečních) a byla vyhlášena 9. dubna 1991.